# Alī ibn Ahmad al-Nasawī
Alī ibn Aḥmad al-Nasawī (c. 1011, posiblemente en Gran Jorasán – c. 1075 en Bagdad) fue un matemático persa de Gran Jorasán, Irán, cuyo trabajo coincidió con el reinado del sultán búyida Majd al-Dowleh, quien murió en 1029-30AD, y bajo su sucesor. Escribió un libro sobre aritmética en persa, y luego en árabe, titulado "Satisfacción (o convicción) sobre el cálculo hindú" (Al-muqni fi-l-hisab al-hindi). También escribió sobre los lemas de Arquímedes y sobre el teorema de Menelao (Kitab al-ishba, o 'saciedad'), donde hizo correcciones a los Lemas según la traducción al árabe de Thábit ibn Qurra, que fue revisada por última vez por Nasir al-Din al-Tusi.
La aritmética de Al-Nasawī explica la división de fracciones y la extracción de raíces cuadradas y cúbicas casi de la manera moderna. Reemplazó la numeración sexagesimal por fracciones decimales.
Criticó a los autores anteriores, aunque en muchos casos de manera incorrecta. Su trabajo no era original, y en ocasiones escribió sobre asuntos que no comprendía, como por ejemplo el concepto de "pedir prestado" en la resta.
Ragep y Kennedy publicaron un análisis de un manuscrito de mediados del siglo XII en el que figura un resumen de los Elementos de Euclides por al-Nasawī.

## Lecturas relacionadas
- Suter, H. "Die Mathematiker und Astronomen der Araber (96, 1900) Uber das Rechenbuch des Ali ben Ahmed el-Nasawi" (Bibliotheca Mathematica, vol. 7, 113-119, 1906).
- J. Ragep and E. S. Kennedy. "A description of Zahiriyya (Damascus) MS 4871 : a philosophical and scientific collection", J. Hist. Arabic Sci. 5 (1-2) (1981), 85-108.
- Saidan, A. S. (1970–1980). «Nasawī, ʿAlī Ibn Aḥmad al-». Dictionary of Scientific Biography. New York: Charles Scribner's Sons. ISBN 978-0-684-10114-9.